# Isac Friedman
Isac Friedman (în idiș: יצחק פרידמאן - Itzhok Friedman; în ebraică: יצחק פרידמן - Itzhak Friedman; n. 7 decembrie 1834 – d. 7/19 august 1896, Buhuși, Neamț, România) a fost un rebbe din Buhuși și fondatorul dinastiei hasidice Bohush.

## Biografie
Rabinul Isac Friedman s-a născut pe 7 decembrie 1835, tatăl său fiind rabinul Shalom Yosef Friedman din Sadagura, fiul rabinului Israel Friedman din Rujîn, iar mama sa Bluma Reizel care era fiica rabinului Dan Michelowitz Yungerlieb, din Radîvîliv. Bunicul său, rabinul Israel Friedman, era descendentul lui Sholom Shachne din Pohrebîșce și nepot al rabinului Avraham HaMalach, care era fiul rabinului Dov Ber din Mejîrici.
A fost cel mai în vârstă fiu al rabinului Shalom Yosef și fost crescut și educat de bunicul său, Israel Friedman. 
În 9 octombrie 1850 bunicul său a murit, iar tatăl său a devenit succesorul curții rabinice de Rujîn. Shalom Yosef murit 11 luni mai târziu, la data de 8 septembrie 1851. După moartea bunicului și tatălui său s-a mutat la Zolotîi Potik la unchiul său, rabinul David Moshe Friedman din Ciortkiv.
Ulterior, a devenit admor în Basarabia, la Ismail, iar în 1860 a decis să se stabilească la Buhuși, unde pune bazele curții rabinice.
Isac Friedman era o figură populară datorită vieții sale morale, înțelepciunii sfătuirilor pe care le dădea celor care îl vizitau și a cunoștințelor sale de medicină populară. Bătrânii din Buhuși povesteau că numeroase personalități ale vremii îl vizitau pe rebbe pentru a se sfătui cu el, printre aceștia numărându-se: Mihail Kogălniceanu, colonelul Roznovanu sau diverși boieri.

## Decesul
Isac Friedman a murit pe 7/19 august 1896 și a fost înmormântat în Cimitirul evreiesc din Buhuși.

## Familie
Isac Friedman s-a căsătorit în 1851 cu Sheina Rachel, fiică a rabinului David Hager din Zabolotiv, care era fiul rabinului Ehvat Shalom din Cosău. Împreună au avut mai mulți copii:
- Israel Șalom Iosef Friedman (n. 1856 - d. 1922), succesorul tatălui său, rabin în Buhuși;
- David Friedman (n. 1854 - d. 1889), rabin, este înmormântat Cimitirul evreiesc din Buhuși;
- Abraham Iehoșua Heșil Friedman (n. 1858 - d. 1940), rabin în Adjud și Galați;[10]
- Moșe Iehuda Leib Friedman (1865 - 1947), rabin în Pașcani; este înmormântat Cimitirul evreiesc din Buhuși;
- Iacob Friedman (1878 - 1954), rabin în Huseatîn și Tel Aviv; este înmormântat la Tiberias;
- Esther (d. 7 Decembrie 1880), soția lui rabinului Israel Friedman din Sadagura;
- Hannah Sarah, căsătorită cu Haim Meir Yechiel Shapiro din Grodzisk, căsnicie încheiată cu divorț; în a doua căsătorie a fost soția rabinului Shalom Halperin din Vaslui. Un articol publicat în numărul 20 al ziarului Fulgerul din 1889, preluat și de Adevěrul,[11] punea divorțul pe seama posesiei în bibliotecă de către ginere a operelor filosofului Moses Mendelssohn, lucru ce a stârnit furia socrului său care a cerut ruperea căsniciei;[12]
- Yocheved, soția rabinului Moshe Twersky, fiul rabinului Menachem Nachum Twersky din Rotmistrivka;
- Pesia Leah, soția rabinului Haim Hager din Otînia; este înmormântată în Stanislav;
- Sheva (Shevali) (d. 23 martie 1938) a fost soția rabinului Haim Meir Yechiel Shapiro din Drohobîci; este înmormântată pe Muntele Măslinilor;
- Chava Gitel, soția rabinului Mordechai Zusia Twersky din Iași; este înmormântată la Iași;
- Malka, soția rabinului Pinchas Heshel din Zinkov; este înmormântată în Odesa;
- Braha (d. 8 ianuarie 1923), soția rabinului Aharon Twersky din Skvîra, fiul rabinului David Twersky din Skvîra; este înmormântată la Kiev.